# Tortigonalia treva
Tortigonalia treva är en insektsart som beskrevs av Young 1977. Tortigonalia treva ingår i släktet Tortigonalia och familjen dvärgstritar. Inga underarter finns listade i Catalogue of Life.